# Murílio de Avellar Hingel
Murílio de Avellar Hingel GOMM (Rio de Janeiro, 5 de abril de 1933 – França, 4 de outubro de 2023) foi um Professor, geógrafo e político brasileiro. Foi ministro da Educação durante o governo Itamar Franco.

## Biografia
Descendente de alemães e portugueses, graduou-se em geografia e história pela Faculdade de Filosofia e Letras (FAFILE) da Universidade Federal de Juiz de Fora.
Durante a ditadura militar, Murílio exerceu a função de diretor da FAFILE e lutou pela volta do regime democrático. Deu abrigo a vários líderes estudantis e de sindicatos que eram perseguidos pelos militares. Foi preso numa emboscada, em 1966.
Foi ministro da Educação no governo Itamar Franco, de 1 de outubro de 1992 a 1 de janeiro de 1995. Em 1993, Hingel foi admitido pelo presidente Itamar Franco à Ordem do Mérito Militar no grau de Grande-Oficial especial. Foi agraciado com o título de doutor honoris causa pela Universidade Federal de Pelotas em 2008.
Foi professor e diretor de várias instituições de ensino superior e de 1º e 2º graus. Exerceu cargos técnicos e administrativos no município de Juiz de Fora e no estado de Minas Gerais, sempre nas administrações do amigo Itamar Franco.

## Morte
Morreu na França em 4 de outubro de 2023, aos 90 anos.